# نهر تييتي
نهر تييتي (البرتغالية، ريو تييتي، تلفظ برتغالي: ‎/tʃi.eˈte/‏) هو نهر برازيلي في ولاية ساو باولو. 
تم تسجيل اسم تييتي لأول مرة على خريطة نشرت عام 1748 من قبل دانفيل. يشير الاسم إلى «النهر الصادق» أو «المياه الصادقة» في توبي.   

## المصدر
يبدأ النهر في سيرا دو مار، إلى الشرق من مدينة ساو باولو.
في بلدية ساليسوبوليس، تواجه واحدة من أولى محطات الطاقة الكهرومائية التي شُيدت في البرازيل عام 1912، أنتجت الطاقة من شلال اصطناعي مع انخفاض المياه إلى ارتفاع 72 مترًا.

## التنقل في الممر المائي تييتي بارانا
تحتوي العديد من السدود على أقفال للسفن لضمان إمكانية الملاحة على النهر. يسمح الممر المائي لـ تييتي بارانا بالملاحة على طول 1100 كيلومتر (680 ميل)، ويتم نقل أكثر من مليون طن متري من الحبوب (الذرة) سنويًا بمتوسط مسافة 700 كيلومتر (430 ميل). يبلغ إجمالي شحن السفن النهرية بما في ذلك السلع مثل الرمل والحصى وقصب السكر حوالي 2 مليون طن متري. حوالي 450 كيلومترًا (280 ميلًا) من نهر تيتي صالح للملاحة بالكامل.

## التلوث والتدهور البيئي

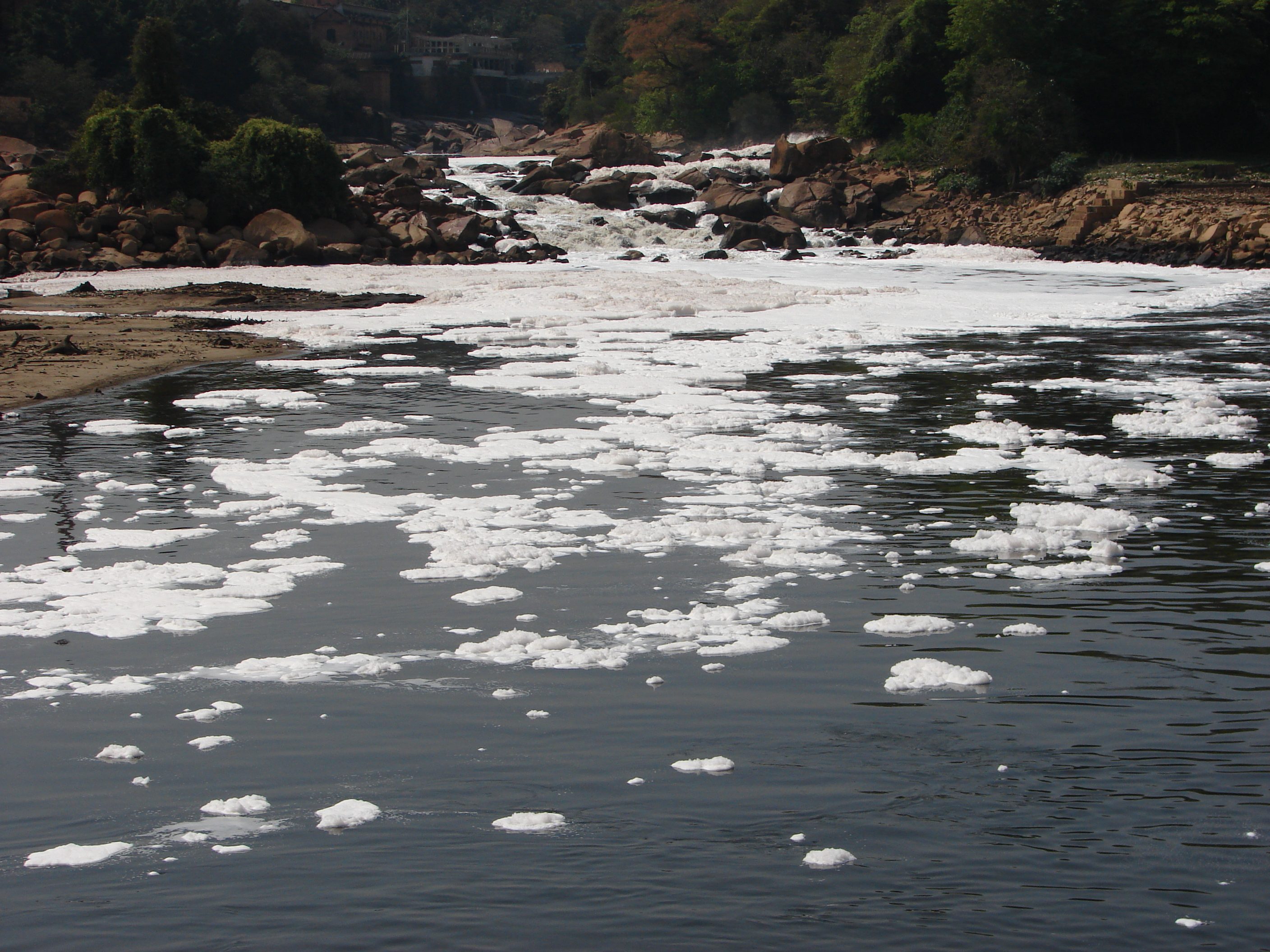
تلوث مدينة سالتو ، الداخلية ساو باولو.

لم يبدأ تلوث نهر تييتي منذ فترة طويلة. حتى في الستينيات من القرن الماضي، كان النهر لا يزال يحتوي على الأسماك في الجزء الممتد داخل العاصمة. ومع ذلك، فقد بدأ التدهور البيئي لنهر تييتي بمهارة في عشرينيات القرن الماضي ببناء خزان، من قبل الشركة الكندية São Paulo Tramway ، Light and Power Company ، من أجل الجيل اللاحق من الطاقة الكهربائية في محطات الطاقة الكهرومائية إدغار دي سوزا وراسغاو، وتقع في سانتانا دي بارنيبا. غيّر هذا التدخل نظام المياه في العاصمة ورافقه بعض أعمال التصحيح أيضًا من قبل الشركة نفسها، التي تركت مجرى النهر أقل تعرجًا، في المنطقة الواقعة بين فيلا ماريا و «فريغيزيا دو أو».
حتى في عشرينيات وثلاثينيات القرن الماضي، كان النهر يستخدم لصيد الأسماك وكانت الأنشطة الرياضية مشهورة مثل السباقات البحرية على النهر. خلال هذه الفترة، تم إنشاء نوادي سباق القوارب على طول النهر، مثل نادي سباقات تييتي وإسبريا، وهي نوادي موجودة حتى الآن.
في سبتمبر 2010، حددت مجلة ناشونال جيوغرافيك النهر باعتباره الأكثر تلوثًا في البرازيل.
تعتبر العديد من الأنواع الاسماك في نهر تيتي مهددة، من بين الاسماك ربما بالفعل انقرضت هي سمك السلور Heptapterus multiradiatus.

### مشروع تيتي
أمر حاكم ساو باولو، الشركة المسؤولة عن الصرف الصحي في الولاية، بوضع برنامج لتنظيف النهر. طلبت الولاية في نفس الوقت المساعدة من بنك التنمية الأمريكي، واقترحت مشروعًا بناءً على الدراسات السابقة لـ SANEGRAN. [بحاجة لمصدر]
تلوث مرئي في مياه النهر يمر عبر سانتانا دي بارنيبا، غرب منطقة العاصمة في ساو باولو.

## روافد نهر تييتي
- نهر أريكاندوفا
- نهر باتالها
- نهر كابيفارا
- نهر جوندياي
- نهر بيراسيكابا
- نهر ساو لورينسو
- نهر سوروكابا